# Gleno
Pour l’article homonyme, voir Gleno (Italie).
Gleno est une ville du Timor oriental, peuplée de 8 133 habitants en 2010.
Elle est la capitale de la municipalité de Ermera et du poste administratif de Ermera.

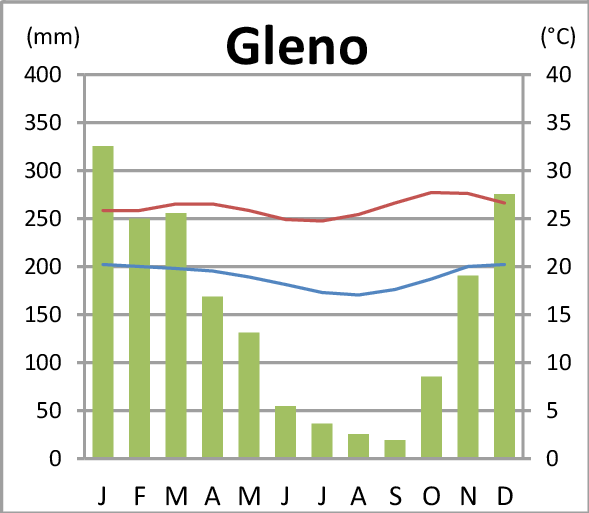
Diagramme climatique.